# Otus rutilus
Mocho-d'orelhas-malgaxe ou mocho-de-orelhas-da-floresta-tropical (Otus rutilus) é uma espécie de ave estrigiforme pertencente à família Strigidae.